# József Menyhárt
József Menyhárt (ur. 15 września 1976 w Dunajskiej Stredzie) – słowacki polityk, językoznawca i nauczyciel akademicki węgierskiej narodowości, od 2016 do 2020 przewodniczący Partii Społeczności Węgierskiej (SMK-MKP).

## Życiorys
W 1999 ukończył studia na Uniwersytecie Komeńskiego w Bratysławie. W 2007 doktoryzował się na Uniwersytecie Loránda Eötvösa w Budapeszcie. Początkowo pracował jako nauczyciel w prywatnej szkole, następnie w biurze językowym. W 2004 został zatrudniony w katedrze języka węgierskiego i literatury węgierskiej na Uniwersytecie Konstantyna Filozofa w Nitrze. W pracy naukowej zajął się zagadnieniami z zakresu socjolingwistyki, dialektologii i polityki językowej.
Działacz Partii Społeczności Węgierskiej. Wybierany z jej ramienia na radnego kraju trnawskiego. W latach 2010–2014 pełnił funkcję zastępcy burmistrza miejscowości Vrakúň. W 2016 stanął na czele pozostającej wciąż poza parlamentem SMK-MKP, kierował tą formacją do 2020.
We wrześniu 2018 ogłosił swój start w wyborach prezydenckich w marcu 2019. W lutym 2019, już po zarejestrowaniu kandydatury, zrezygnował z ubiegania się o urząd prezydenta, popierając Roberta Mistríka.